# Lethe sura
Lethe sura är en fjärilsart som beskrevs av Doubleday 1849. Lethe sura ingår i släktet Lethe och familjen praktfjärilar. Inga underarter finns listade i Catalogue of Life.

## Bildgalleri

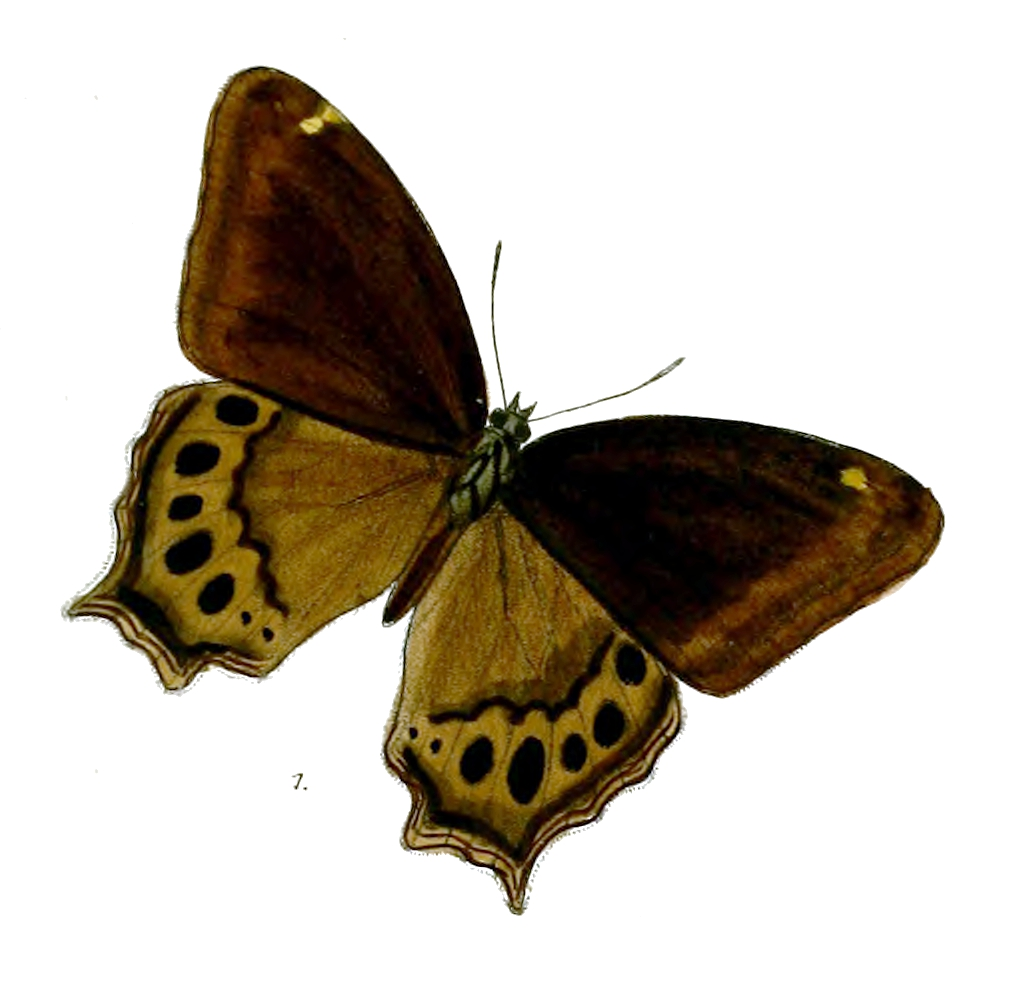
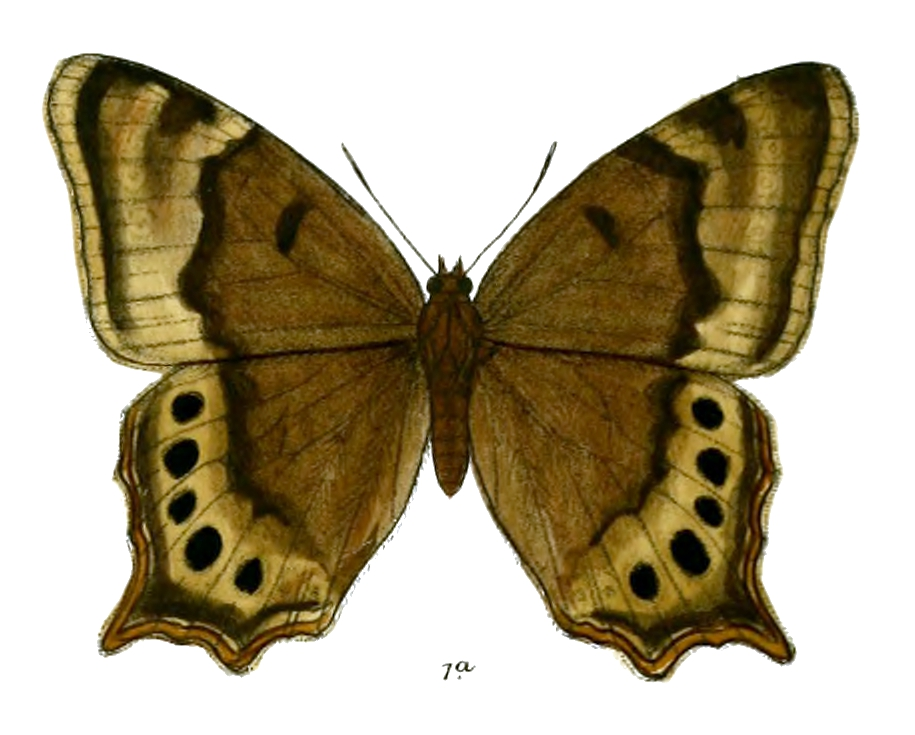